# Cryptocentrus strigilliceps
Cryptocentrus strigilliceps är en fiskart som först beskrevs av Jordan och Seale, 1906.  Cryptocentrus strigilliceps ingår i släktet Cryptocentrus och familjen smörbultsfiskar. Inga underarter finns listade i Catalogue of Life.